# Tyrannochthonius aladdinensis
Espèce
Tyrannochthonius aladdinensis est une espèce de pseudoscorpions de la famille des Chthoniidae.

## Distribution
Cette espèce est endémique d'Alabama aux États-Unis,. Elle se rencontre dans la grotte Aladdin Cave dans le comté de Madison.

## Description
La femelle holotype mesure 2,15 mm et le mâle paratype 2,15 mm, les mâles mesurent de 1,8 à 2,25 mm et les femelles de 2,05 à 2,4 mm.

## Étymologie
Son nom d'espèce, composé de aladdin et du suffixe latin -ensis, « qui vit dans, qui habite », lui a été donné en référence au lieu de sa découverte, la grotte Aladdin Cave.

## Publication originale
- Muchmore & Chamberlin, 1995 : The genus Tyrannochthonius in the eastern United States (Pseudoscorpionida: Chthoniidae). Part I. The historical taxa. Insecta Mundi, vol. 9, p. 249-257 (texte intégral) rédigé par Muchmore à partir d'un manuscrit de Chamberlin (1898-1962).